# إيرل هوليمان
هنري إيرل هوليمان (بالإنجليزية: Henry Earl Holliman)، (ولد: 11 سبتمبر 1928)، هو ممثل أمريكي. عُرف بأدائه لشخصيات متعددة في الأفلام، وخاصة في أفلام الوسترن والدراما. فاز في عام 1956 بجائزة غولدن غلوب لأفضل ممثل مساعد عن دوره في فيلم صانع المطر. كما لعب دور الشرطي بيل كراولي في السلسلة التلفزيونية شرطية طوال سنوات عرضها بين عامي 1974–1978.

## روابط خارجية
- إيرل هوليمان على موقع IMDb (الإنجليزية)
- إيرل هوليمان على موقع ألو سيني (الفرنسية)
- إيرل هوليمان على موقع ميوزك برينز (الإنجليزية)
- إيرل هوليمان على موقع أول موفي (الإنجليزية)
- إيرل هوليمان على موقع قاعدة بيانات الأفلام السويدية (السويدية)
- إيرل هوليمان على موقع إن إن دي بي (الإنجليزية)
- إيرل هوليمان على موقع ديسكوغز (الإنجليزية)
- إيرل هوليمان على موقع قاعدة بيانات الفيلم (الإنجليزية)
- إيرل هوليمان على موقع كينوبويسك (الروسية)